# تیگران چوخاجیان
تیگران چوخاجیان (ارمنی: Տիգրան Չուխաճեան؛ ۲ اوت ۱۸۳۷ – ۱۱ مارس ۱۸۹۸) یک رهبر ارکستر و آهنگساز ارمنی‌تبار اهل امپراتوری عثمانی بود. وی نقش فوق‌العاده‌ای در کار توسعه و ترقی موسیقی ارمنی ایفا نمود.
وی در کنستانتینوپول متولد شده تحصیلات تخصصی موسیقی را در شهر میلان ایتالیا کسب نموده بود. در سال ۱۸۶۷ وی، اپرای "آرشاک دوم" را تصنیف نمود و با این کار نیز اپرای ارمنی بنیان گذاشت. چوخاجیان همچنین اپرت‌هایی نوشته‌است که از آن‌ها "لِبلِیجین" ("کارینه") مشهور می‌باشد. آوازهای سولو، قطعه‌هایی برای پیانو و گروه نوازندگان، آوازها و غیره تصنیف کرده‌است. آثار چوخاجیان که در عصر خود موفقیت در بین ارمنیان و در اروپا کسب کردند، حتی امروزه مقبولیت وسیع مردم برخودار هستند.

## نگارخانه

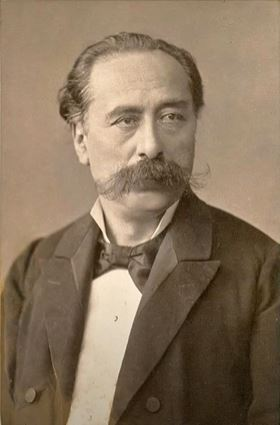